# Hypodiscus willdenowia
Hypodiscus willdenowia är en gräsväxtart som först beskrevs av Christian Gottfried Daniel Nees von Esenbeck, och fick sitt nu gällande namn av Maxwell Tylden Masters. Hypodiscus willdenowia ingår i släktet Hypodiscus och familjen Restionaceae. Inga underarter finns listade i Catalogue of Life.